# San Diego Buenavista, Michoacán de Ocampo
San Diego Buenavista är en ort i Mexiko.   Den ligger i kommunen Angamacutiro och delstaten Michoacán de Ocampo, i den centrala delen av landet, 290 km väster om huvudstaden Mexico City. San Diego Buenavista ligger 1 726 meter över havet och antalet invånare är 269.
Terrängen runt San Diego Buenavista är kuperad åt sydväst, men åt nordost är den platt. Runt San Diego Buenavista är det ganska tätbefolkat, med 86 invånare per kvadratkilometer. Närmaste större samhälle är Angamacutiro de la Unión, 8,9 km nordost om San Diego Buenavista. I omgivningarna runt San Diego Buenavista växer huvudsakligen savannskog.